# Llista d'alcaldes de Forques
Els alcaldes del municipi rossellonès de Forques des del 1815 han estat:
| Data inicial | Fi del mandat | Nom                       |
| 1815         | 1815          | Joseph Capdet             |
| 1815         | 1815          | Roca                      |
| 1815         | 1821          | Bonaventure Noë           |
| 1821         | 1830          | Joseph Pons Granger       |
| 1830         | 1831          | Paul Roca                 |
| 1831         | 1835          | Philippe Fouché           |
| 1835         | 1835          | Paul Roca                 |
| 1835         | 1837          | Joseph Pons Granger       |
| 1837         | 1840          | Joseph Noë Pons           |
| 1840         | 1845          | Joseph Pons Trescases     |
| 1845         | 1848          | Hilaire Pujol Pons        |
| 1848         | 1858          | Joseph Pons Granger       |
| 1858         | 1870          | Joseph Pons Torrent       |
| 1870         | 1871          | Joseph Capdet Noell       |
| 1871         | 1871          | Joseph Pons Torrent       |
| 1871         | 1876          | Hilaire Pujol Joseph Pons |
| 1876         | 1877          | Joseph Fouché             |
| 1877         | 1878          | Joseph Pons Torrent       |
| 1878         | 1881          | Pierre Astort Pons        |
| 1881         | 1885          | Joseph Capdet Reynal      |
| 1885         | 1888          | Joseph Bosch i Llauro     |
| 1888         | 1889          | Étienne Ribes             |
| 1889         | 1892          | Joseph Baus               |
| 1892         | 1900          | Joseph Pacouil            |
| 1900         | 1908          | François Massina Roca     |
| 1908         | 1819          | Joseph Raspaud            |
| 1919         | 1935          | Sébastien Tardieu         |
| 1935         | 1944          | Paul Ferrer               |
| 1944         | 1944          | Henri Mercader            |
| 1944         | 1947          | Georges Tardieu           |
| 1947         | 1982          | Sébastien Tardieu         |
| 1982         | 1989          | Moïse Contraire           |
| 1989         | 2008          | Maurici Peytavi           |
| 2008         |               | Jean-Luc Pujol            |